# Jean Ernest de Beurmann
Pour les articles homonymes, voir Beurmann.
Jean-Ernest, baron de Beurmann, né le 25 octobre 1775 à Strasbourg (Bas-Rhin), mort le 10 octobre 1850 à Toulon (Var), issu d'une famille de l'Alsace, est un général français de la Révolution et de l’Empire.

## Guerres de la Révolution
Il commence sa carrière comme enfant de troupe le 10 août 1784, il devient rapidement sous-lieutenant en 1790, lieutenant en 1791 et capitaine en 1792. Il participe au siège d'Anvers, à la bataille de Valmy, à celles de Dunkerque, d'Hondschoote, de Neerwinden, et aux sièges de Maëstricht et de Mayence ; puis comme adjoint aux adjudants-généraux à la bataille de Fleurus où il est blessé. Après avoir combattu à Düsseldorf et à Wurtzbourg, il fait les campagnes de Suisse et d'Italie en 1798 et 1799, et est fait prisonnier à l'affaire de Saint-Julien. Le Premier consul lui confère le grade de chef de bataillon lorsqu'il est encore détenu.
Mis en liberté, il devient en l'an XI adjudant-commandant et est employé à Toulon pendant près de deux années. Il y est nommé officier de la Légion d'honneur en récompense de ses services.

## Guerres du Premier Empire

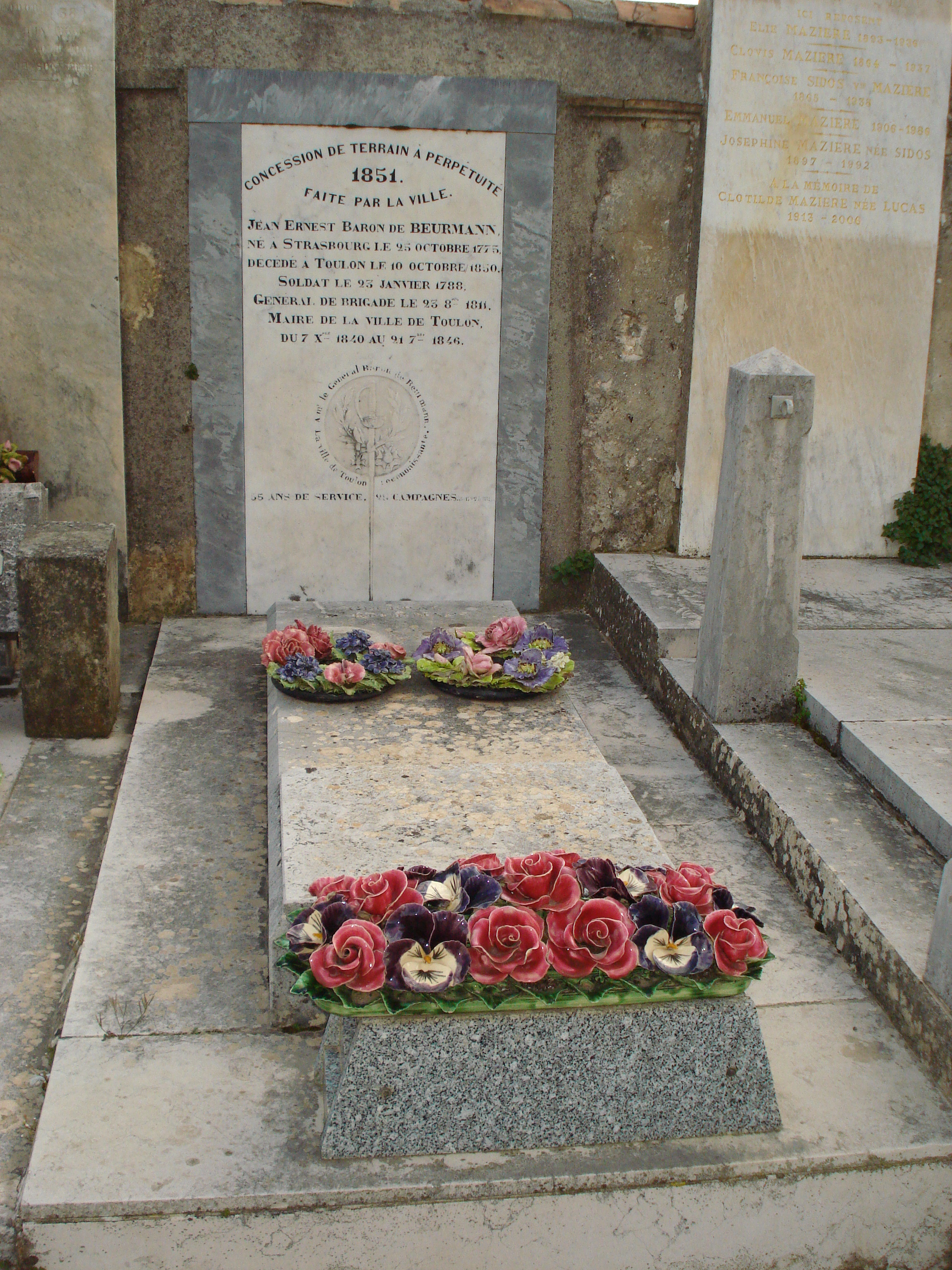
Tombe au cimetière central de Toulon.

Par la suite, il participe aux grandes journées d'Ulm, d'Austerlitz et d'Iéna, ainsi qu'à la prise de Lübeck, à Eylau, à Heilsberg, à Kœnigsberg. Il donne partout des preuves de la plus rare intrépidité. L'Empereur le fait commandant de la Légion d'honneur en 1807 et il le crée baron de l'Empire en 1808. Passé en Espagne en 1809, le baron de Beurmann, à la tête d'un corps de troupes westphaliennes, déploie la plus brillante valeur au siège de Gérone. C'est lui qui enlève le couvent retranché de Saint-Denis. Participant à l'attaque du fort de Mont-Saint-Jean, il monte trois fois à l'assaut. Nommé chef d'état-major, il se signale encore au siège de Figuières. L'Empereur lui confère le grade de général de brigade le 23 octobre 1811. 
Le 7 janvier 1812, il se signale encore en enlevant, à la tête de quatre compagnies, une forte position appelée le Calvaire, défendue par 3 000 Espagnols. En 1814, le général de Beurmann est chargé d'aller rejoindre le corps d'Augereau à Lyon. Il sait conserver la position de la Grange Blanche, située dans Lyon dont on lui a confié la défense, repousse les attaques réitérées de l'ennemi et lui fait éprouver des pertes considérables. 
Au retour des Bourbons, il est nommé chevalier du Mérite militaire et chargé en 1818 du commandement de Toulon. En 1830, la ville de Toulon lui décerne une épée d'honneur, en souvenir de sa noble conduite, pendant les circonstances difficiles de cette époque. On le voit ensuite successivement commandant du département du Var de 1832 à 1837, époque où il est placé sur le cadre de réserve et grand officier de la Légion d'honneur. Il est nommé en 1840, maire de Toulon, et confirmé dans ses fonctions en 1843 ; il exerce cette charge jusqu'en 1846. Sa tombe récemment restaurée se trouve au cimetière central de Toulon.

## Armoiries
| Figure | Blasonnement |
| ------ | --- |
|        | Armes du baron de Beurmann et de l'Empire (décret du 19 mars 1808, lettres patentes du 16 septembre 1808 (Palais de Saint-Cloud)) Écartelé : au 1, d'or, au casque fermé de sable, taré de profil ; au 2, du quartier des barons militaires de l'Empire ; au 3, d'azur, au cheval galopant d'argent ; au 4, d'argent, à deux étoiles d'azur accostées de deux branches de laurier de sinople, ployées en rond, les pieds croisés., Livrées : gris, rouge, bleu, blanc, verd ; le verd dans les bordures seulement. |